# 平台經濟
平台经济（英語：Platform economy）是指由平台推动的经济和社会活动。这类平台通常是網絡交易平台或技术平台。交易平台的例子包括亚马逊、Airbnb、Uber、淘寶和天貓。第二种类型是创新平台，此類平台提供了一个通用的技术框架，其他人可以在此基础上构建應用，例如许多独立开发者在微软提供的平台上開發應用。